# Wolf Creek
Wolf Creek es una miniserie australiana estrenada el 12 de mayo de 2016 por la cadena Stan. 
La miniserie es un spin-off de las películas de horror Wolf Creek y Wolf Creek 2.
En octubre de 2016 se anunció que la serie había sido renovada para una segunda temporada, la cual fue estrenada el 15 de diciembre de 2017.

## Historia
La miniserie es un thriller psicológico que sigue a Mick Taylor, un hombre que se acerca a los Thorogood, una familia de turistas americanos, los convierte en su objetivo y comienza a aterrorizarlos; sin embargo, Eve, la hija adolescente de la pareja, sobrevive a la matanza y comienza a reconstruir su vida buscando vengarse del hombre que los atacó.

## Personajes

### Personajes principales
| Actor         | Personaje   | Ocupación        | N.º de episodios | Duración        |
| ------------- | ----------- | ---------------- | ---------------- | --------------- |
| John Jarratt  | Mick Taylor | Asesino en Serie | 12               | 2016 - presente |
| Tess Haubrich | Rebecca     | -                | 6                | 2017 - presente |
| Matt Day      | Brian       | -                | 6                | 2017 - presente |

### Personajes recurrentes
| Actor               | Personaje      | Ocupación | No. de Episodios | Duración        |
| ------------------- | -------------- | --------- | ---------------- | --------------- |
| Felicity Price      | Nina Webber    | -         | 6                | 2017 - presente |
| Julian Pulvermacher | Oskar          | -         | 6                | 2017 - presente |
| Laura Wheelwright   | Kelly Yeoman   | -         | 6                | 2017 - presente |
| Jason Chong         | Steve Cham     | -         | 4                | 2017 - presente |
| Elsa Cocquerel      | Michelle Scott | -         | 4                | 2017 - presente |
| Charlie Clausen     | Danny          | -         | 3                | 2017 - presente |
| Christopher Kirby   | Bruce          | -         | 3                | 2017 - presente |

### Antiguos personajes principales
| Actor        | Personaje          | Ocupación           | Episodios | Duración | Estado | Causa                                                                               |
| ------------ | ------------------ | ------------------- | --------- | -------- | ------ | ----------------------------------------------------------------------------------- |
| Dustin Clare | Sgt. Sullivan Hill | Sargento de Policía | 6         | 2016     | Muerto | murió luego de que el techo se cayera sobre él luego de ser atacado por Mick Taylor |
| Lucy Fry     | Eve Thorogood      | Mesera              | 6         | 2016     | -      | -                                                                                   |

### Antiguos personajes recurrentes
| Actor                  | Personaje              | Ocupación               | Episodios | Duración | Estado | Causa                                                   |
| ---------------------- | ---------------------- | ----------------------- | --------- | -------- | ------ | ------------------------------------------------------- |
| Andy McPhee            | "Beard"                | -                       | 5         | 2016     | -      | -                                                       |
| Damian de Montemas     | Insp. Darwin           | Inspector de la Policía | 4         | 2016     | -      | -                                                       |
| Jessica Tovey          | Kirsty                 | -                       | 4         | 2016     | -      | -                                                       |
| Eddie Baroo            | Ginger                 | -                       | 3         | 2016     | -      | -                                                       |
| Taylor Wiese           | Damo                   | -                       | 3         | 2016     | -      | -                                                       |
| Deborah Mailman        | Bernadette             | -                       | 2         | 2016     | -      | -                                                       |
| Fletcher Humphrys      | Ben Mitchell / "Jesus" | -                       | 2         | 2016     | -      | -                                                       |
| Andreas Sobik          | Kyril                  | -                       | 2         | 2016     | -      | -                                                       |
| Rachel House           | Ruth                   | -                       | 2         | 2016     | -      | -                                                       |
| Jake Ryan              | Johnny                 | ex-Convicto             | 2         | 2016     | Muerto | asesinado y decapitado por Mick Taylor                  |
| Richard Cawthorne      | Kane                   | -                       | 2         | 2016     | Muerto | asesinado por Eve luego de intentar propasarse con ella |
| Matt Levett            | Kevin                  | -                       | 2         | 2016     | Muerto | asesinado y mutilado por Mick Taylor                    |
| Adam Fiorentino        | Johnny                 | -                       | 2         | 2017     | -      | -                                                       |
| Elijah Williams        | Wade                   | -                       | 2         | 2017     | -      | -                                                       |
| Ben Oxenbould          | Davo                   | -                       | 2         | 2017     | -      | -                                                       |
| Stephen Hunter         | Richie                 | -                       | 2         | 2017     | -      | -                                                       |
| Josephine Langford     | Emma                   | -                       | 2         | 2017     | -      | -                                                       |
| Gary Sweet             | Jason                  | -                       | 1         | 2016     | -      | -                                                       |
| Miranda Tapsell        | Fatima                 | -                       | 1         | 2016     | -      | -                                                       |
| Chris Haywood          | Tom                    | -                       | 1         | 2017     | -      | -                                                       |
| Robert Taylor          | Roland Thorogood       | -                       | 1         | 2016     | Muerto | asesinado por Mick Taylor                               |
| Maya Stange            | Ingrid Thorogood       | -                       | 1         | 2016     | Muerto | asesinada por Mick Taylor                               |
| Cameron Caulfield      | Ross Thorogood         | -                       | 1         | 2016     | Muerto | asesinado por Mick Taylor                               |
| Richard Bennett        | Ted Taylor             | -                       | 1         | 2016     | -      | -                                                       |
| Tiffany Lyndall-Knight | Dolly Taylor           | -                       | 1         | 2016     | -      | -                                                       |

## Episodios
La serie consta de 12 episodios en total (la primera y segunda temporadas estuvieron conformadas por 6 episodios cada una).

## Premios y nominaciones
| Año  | Categoría                             | Premio      | Nominado (os)                   | Resultado |
| ---- | ------------------------------------- | ----------- | ------------------------------- | --------- |
| 2018 | Most Outstanding Supporting Actress   | Logie Award | Elsa Cocquerel                  | Nominada  |
| 2016 | Best Cinematography In Television     | AACTA Award | Geoffrey Hall                   | Ganó      |
| 2016 | Best Television Miniseries - Original | AWGIE Award | Peter Gawler y Felicity Packard | pendiente |

## Producción
En octubre de 2015 se anunció que se realizaría una versión para la televisión de las películas Wolf Creek y Wolf Creek 2; también se anunció que el actor John Jarratt interpretaría nuevamente al asesino en serie Mick Taylor, papel que interpreta en las películas. El actor infantil Isaac May interpretó brevemente a Mick cuando era un niño durante el último episodio de la primera temporada.
La miniserie está dirigida por Tony Tilse y Greg McLean, también cuenta con los productores Peter Gawler y Elisa Argenzio, los productores ejecutivos Greg McLean, Greg Haddrick, Nick Forward, Rob Gibson, Jo Rooney y Andy Ryan y los escritores Peter Gawler y Felicity Packard.
La miniserie cuenta con el compositor Burkhard Dallwitz y la compañía encargada de distribuirla es Banijay Entertainment.
Filmada en Adelaida y en Flinders Ranges, South Australia, Australia.
En mayo de 2016 se anunció que después de estrenarse la serie había sido un éxito luego de tener más de 500.000 televidentes.